# Mississippi-Melodie (1936)
Mississippi-Melodie (Originaltitel: Banjo on My Knee) ist ein US-amerikanischer Spielfilm aus dem Jahr 1936. Er wurde unter der Regie von John Cromwell durch Nunnally Johnson und Darryl F. Zanuck bei 20th Century Fox produziert. Johnson schrieb das Drehbuch nach einer Geschichte von Harry Hamilton. Die Premiere fand am 11. Dezember 1936 in den USA statt. In Deutschland und Österreich kam der Film 1938 in die Kinos. Mississippi-Melodie wurde in Schwarzweiß gedreht.

## Handlung
Auf der Hochzeit von Ernie Holly und Pearl Elliot, die auf einer Insel im Mississippi leben, kommt es zu einem Streit, als der Fischeinkäufer Slade die Braut küsst. Ernie schlägt ihn nieder, sodass er in den Fluss fällt. Im Glauben, Slade getötet zu haben, flüchtet Ernie und lässt seine Braut und die Hochzeit zurück. Ernies Vater Newt, der dem Hochzeitspaar ein Ständchen mit dem St. Louis Blues bringen wollte, ist sehr aufgebracht. Während sich herausstellt, dass Slade unverletzt geblieben ist, flüchtet Ernie in dem Glauben, ein Mörder zu sein, und reist zur See. 
Nach einem halben Jahr kehrt er zurück, um Pearl mit nach Aruba zu nehmen, wo er künftig leben möchte. Darüber gerät er mit ihr in heftigen Streit, weil sie seine Pläne ablehnt. Ernie verlässt die Insel wieder, während Pearl von einem Fotografen nach New Orleans geht und einen Job als Tellerwäscherin annimmt. Als Ernie mehrmals in New Orleans auftaucht, und dabei mit Warfield Scott, dem Fotografen, in Streit gerät, verlässt Pearl die Stadt zusammen mit einem Sänger, um nach Chicago zu gehen. Ernie kehrt zurück nach Hause auf die Mississippi-Insel und will Leota Long heiraten. Pearl taucht auf und gerät in Streit mit ihr. Während die beiden kämpfen, löst sich das Hausboot mit Pearl, Ernie und Newt an Bord und treibt den Fluss hinab. Newt lenkt das Boot ans Ufer und sperrt Ernie und Pearl im Inneren des Hausbootes ein, wo die beiden sich nach einem Streit zu küssen beginnen. Newt kann endlich den St. Louis Blues für sie singen.

## Auszeichnungen
Edmund H. Hansen war 1937 für Mississippi-Melodie für einen Oscar in der Kategorie Bester Ton nominiert.